# Determinant (gramatică)
În gramatică, conform unei definiții generale, un determinant este un termen subordonat altui termen, numit „determinat” sau „regent”, în cadrul unui raport sintactic. Determinantul precizează, lămurește sau restrânge sensul regentului, alfel spus îl actualizează, contribuind la realizarea sa în propoziție.
În privința claselor de cuvinte pe care le cuprinde, termenul are un sens mai restrâns, unul mai larg și unul și mai larg.
În primul sens, sunt determinanți cuvinte precum articolele, adjectivele pronominale și numeralele cardinale, care participă împreună cu un substantiv la formarea unui grup nominal. Ei pot substantiva alte părți de vorbire pentru a crea un astfel de grup, de exemplu: frumosul, cel sărac, un trei, eul, un nimic, binele, un of.
În al doilea sens, în clasa determinanților intră orice fel de atribut al substantivului, iar în al treilea este vorba de orice parte secundară de propoziție.
Pentru Constantinescu-Dobridor 1998, care definește determinantul în sensul cel mai larg, cel exprimat printr-un substantiv, un adjectiv propriu-zis, un numeral, un pronume, un verb, un adverb sau o interjecție este concret, deoarece are drept caracteristică un conținut lexical precis. Alt tip de determinant este cel abstract, care nu are conținut lexical, ci numai sens gramatical. Astfel de determinanți sunt cei considerați în sensul cel mai restrâns.
Acest articol se referă numai la determinanții abstracți, numiți pe scurt determinanți de către autorii care nu folosesc acest termen pentru cei numiți concreți.
Determinanții sunt de obicei clasați în două categorii: hotărâți și nehotărâți.
În fiecare limbă există determinanți abstracți, dar, în funcție de limbă, sunt diferențe în privința numărului lor, a caracteristicilor lor și a cazurilor în care se folosesc. Unele limbi mai diferă și în privința posibilității sau imposibilității de a folosi cu aceeași formă unii determinanți și ca pronume.

## Specii de determinanți

### Articolul
Articolul are mai multe definiții. După una din ele este o „parte de vorbire flexibilă cu rol de instrument gramatical, care însoțește în unele limbi substantivul și arată în ce măsură obiectul denumit de acesta este cunoscut vorbitorilor”.
Conform altei definiții, articolul este „determinantul minimal, cuvântul care face ca substantivul să se actualizeze, să se realizeze într-o propoziție, dacă din punct de vedere al sensului nu este necesară alegerea altui determinant”.
După altă definiție, articolul este un cuvânt care, din punct de vedere logic, individualizează sau generalizează substantivul pe care îl însoțește.
Există diferențe între unele limbi în privința speciilor de articole pe care le posedă, sau între gramatici a diverse limbi referitor la speciile de articole pe care le delimitează.
Articolul hotărât indică faptul că substantivul căruia îi este asociat este cunoscut de participanții la comunicare, are un grad înalt de individualizare, este precis definit, numește un anume lucru sau o anumită ființă. Cunoașterea pe care o exprimă poate decurge din contextul verbal sau scris, ori din cunoașterea pe care vorbitorii o au despre lume în general.
Nu toate limbile posedă articol hotărât. Astfel sunt, de exemplu, limba latină și majoritatea limbilor slave.
Articolul nehotărât exprimă despre substantivul cu care este asociat, faptul că ceea ce denumește nu este cunoscut, în sensul că nu a fost încă vorba despre aceasta în cursul comunicării. Mai indică și faptul că ceea ce denumește este neindividualizat în raport cu clasa din care face parte, și articolul doar orientează atenția asupra acelui lucru sau acelei ființe, fără a le determina precis.

### Determinantul demonstrativ
Determinantul sau adjectivul demonstrativ determină în mod definit un substantiv, indicând în general apropierea ori depărtarea acestuia față de vorbitor (uneori și față de destinatarul comunicării) în spațiu sau în timp. Entitățile denumite de substantiv pot fi concrete (obiecte, ființe, persoane), pe care vorbitorul le arată în spațiu, dar pot fi și abstracte (nume de noțiuni, de acțiuni). În unele limbi sunt și determinanți care se referă la caracteristici calitative, cantitative sau de altă natură ale entităților denumite de substantivele determinate (vezi mai jos secțiunile În BCMS și În limba maghiară). În afară de cazul celor pe care le arată, vorbitorul indică faptul că entitățile denumite de substantive sunt cunoscute pentru că a mai fost vorba despre ele, ori pentru că din diverse motive sunt prezente în mintea destinatarului.
Există diferențe între unele limbi în privința distingerii a două sau mai mult de două grade de apropiere/depărtare.

### Determinantul posesiv
Determinantul sau adjectivul posesiv determină în mod definit un substantiv, referindu-se în același timp la posesorul lucrului, ființei sau noțiunii (numite cu un cuvânt obiect posedat) exprimate de acel substantiv. În mai multe limbi, cum este și româna, adjectivul posesiv exprimă persoana gramaticală a posesorului (întâi, a doua sau a treia), faptul dacă există un singur posesor sau mai mulți, precum și numărul și genul obiectului posedat.

### Determinantul numeral
Determinantul numeral este considerat a fi numeralul cardinal, care exprimă cu precizie numărul de ființe sau lucruri denumite de substantiv.

### Determinantul interogativ
Determinantul interogativ sau adjectivul pronominal interogativ servește în general la a cere o informație despre o caracteristică a ceea ce denumește substantivul determinat, sau identificarea sa printr-o caracteristică.
Unii determinanți interogativi sunt folosiți ca exclamativi, pentru a exprima un sentiment puternic (admirație, mirare, indignare etc.) în legătură cu entitatea denumită de substantivul pe care îl determină.

### Determinantul relativ
Acest determinant determină substantivul indicând faptul că propoziția atributivă care îl urmează este pusă în relație cu același substantiv prezent sau sugerat în propoziția regentă.

### Determinantul nehotărât
Determinanții nehotărâți sau adjectivele nehotărâte fac parte dintr-o clasă de cuvinte eterogenă care indică o cantitate imprecisă, o identificare imprecisă sau refuzarea unei identificări. Această definiție include și adjectivele pronominale cu sens negativ.
În unele gramatici românești este delimitat de pronumele nehotărât pronumele negativ, împreună cu adjectivul pronominal negativ niciun, nicio, care exprimă lipsa, excluderea, prezentarea ca inexistent(ă) a lucrului sau a ființei denumit(e) de substantiv.

## Determinanții în câteva limbi

### În limba română
Sunt determinanți în primul rând articolele:
- Articolul hotărât: ochiul, numele, casa, pereții, casele.
- Articolul nehotărât: un student, o studentă, niște studenți. Acesta din urmă este folosit și la singular, cu substantive nume de materii: niște cașcaval.
- Articolul demonstrativ este un determinant hotărât: omul cel bogat, cea blondă, Cei trei mușchetari, cele trei scrisori.
- Articolul genitival (posesival) este tot un determinant hotărât: computerul cel nou al fratelui meu, A cui este casa aceasta?, ai mei, cărțile cele noi ale profesorului.

Numeralul cardinal este de asemenea determinant atunci când este urmat de un substantiv: un student, un scaun, o casă, doi studenți, două scaune, trei studenți/scaune/case, treizeci și trei de studenți.
Determinanții demonstrativi sunt hotărâți. Exemple: acest student sau studentul acesta / ăsta, cealaltă fată sau fata cealaltă, aceiași studenți.
Determinanții posesivi sunt tot hotărâți. Printre aceștia sunt: fiul meu, fiicele tale, scaunele noastre, pantofii săi, frații/surorile lor.
Ca determinanți interogativi sunt folosite unele cuvinte care pot fi și pronume interogative:
- Determinantul ce …? poate fi interogativ (Ce student e Radu?), dar și exclamativ: Ce fată!
- Același sens ca ce …? îl are locuțiunea cel fel de …?: Ce fel de student e Radu?
- La cantitate se referă cât …?, câtă …?, câți …?, câte …?: La câți colegi le-ai dat adresa?[28]

Cei precedenți se folosesc și ca determinanți relativi: Mă duc la care/ce film vreau, Mă duc la câte filme vreau.
Clasa determinanților nehotărâți corespunzători unor pronume nehotărâte este eterogenă. Exemple: orice fenomen, oricare roman, unele profesoare, alți studenți.
Printre pronumele negative, unul este folosit și ca determinant: niciun scaun.
În română, majoritatea determinanților se declină, adică au forme diferite de nominativ și acuzativ pe de o parte, de genitiv și dativ pe de altă parte, dar nu au cazul vocativ. În legătură cu declinarea substantivelor, se spune că există declinare cu articol hotărât și cu articol nehotărât, pentru că, în afară de feminin singular, numai acestea deosebesc genitiv/dativul de nominativ/acuzativ. Exemple: ochiul – ochiului, lui Radu (cu nume proprii de persoane, singura situație în care articolul hotărât devine proclitic), o casă – unei case, omul cel bogat – oamenilor celor bogați, acest student – acestui student, alt student – altor studenți, nicio fată – niciunei fete.
În majoritatea cazurilor, determinanții se acordă în gen și număr cu substantivul prin desinențe la ambii termeni, dar acordul în caz prin acest mijloc există numai la substantivele feminine, la genitiv/dativ singular, ex. acestei fete.
Nu sunt rare cazurile când un substantiv este folosit cu doi determinanți, unul hotărât și unul nehotărât (ex. tot orașul) sau doi determinanți hotărâți: omul cel bogat, fata aceea, fiul meu.
În multe cazuri, substantivul este folosit fără determinant pentru a se exprima caracterul său nehotărât, de exemplu substantivele comune ce denumesc persoane prin ocupația sau etnia lor, cu funcție de nume predicativ și neavând atribut (ex. El este student, Andrew este american), numele de materii (Am pâine, brânză și vin) etc. În unele cazuri, substantivul nu are determinant când de fapt este hotărât, anume după majoritatea prepozițiilor, ex. Cartea e pe masă. În schimb, față de o limbă ca maghiara, de exemplu, în română, numele de continente și de țări sunt folosite cu determinant, cu excepția celor masculine folosite cu unele prepoziții: Asia, România, Marocul, dar în Maroc.

### În limba franceză
În franceză, determinanții sunt articolele, numeralele cardinale și adjectivele pronominale.
Sunt trei feluri de articole:
- Articolul hotărât are același rol ca în română: le frère „fratele”, la sœur „sora”, les frères „frații”, les sœurs „surorile”.
- Și articolul nehotărât exprimă același lucru ca cel românesc, dar echivalentul lui „niște” este obligatoriu cu substantivele la plural: un frère „un frate”, une sœur „o soră”, des frères „frați”, des sœurs „surori”.
- Există și un articol numit partitiv, care este un determinant nehotărât. Este folosit cu substantive abstracte sau nume de materii, pentru a exprima faptul că este vorba de o cantitate neprecizată din ceea ce denumesc. În general, grupul nominal constituit cu el corespunde în română cu substantivul nearticulat: du vin „vin”, du courage „curaj”, de la bière „bere”. Articolul nehotărât des este considerat partitiv atunci când se folosește cu nume de materii folosite numai la plural, ex. des rillettes (un fel de pastă de carne sau pește).

Determinantul demonstrativ francez diferă ca formă de pronumele demonstrativ și se plasează înaintea substantivului: ce garçon(-ci) „băiatul acesta”, cet homme(-ci) „bărbatul acesta”, cette femme(-ci) „femeia aceasta”, ces garçons(-ci) / hommes(-ci) / femmes(-ci) „băieții/bărbații aceștia, femeile acestea”. Particula -ci precizează în mod neobligatoriu că este vorba de apropiere. Pentru depărtare se folosesc aceleași forme, dar cu adăugarea particulei -là: ce garçon-là „băiatul acela” etc.
Majoritatea determinanților posesivi francezi au de asemenea forme diferite de cele ale pronumelor corespunzătoare, și se plasează tot înaintea substantivului. Exemple: mon frère „fratele meu”, sa femme „soția sa”, votre vin „vinul vostru”, votre bière „berea voastră”, nos frères „frații noștri”, nos sœurs „surorile noastre”, leur frère/sœur „fratele/sora lor”.
Determinantul interogativ corespunde unuia din pronumele interogative, dar ca formă diferă parțial de acesta: Are și sensul „care …?”, și sensul „ce (fel de) …?”. Se acordă cu substantivul numai în scris, auzindu-se o singură formă, [kɛl], în afara cazului când stă înaintea unui substantiv la plural care începe cu vocală: quel garçon ? „care/ce băiat?, quelle femme ? „care/ce femeie?, quels hommes ? [kɛlzɔm] „care/ce bărbați?”, quelles bières ? „care/ce beri?” Același determinant se folosește și exclamativ: quel garçon ! „ce băiat!”
Forma determinantului relativ este identică cu cea a pronumelui interogativ corespunzător determinantului interogativ, adică este compus din articolul hotărât și determinantul interogativ: lequel, laquelle, lesquels, lesquelles. Se folosește numai în limba scrisă, mai ales în limbajul juridic și uneori în literatura beletristică cu limbaj elevat: Ils ont jugé à propos de prendre une des colonnes [...] et d’en faire un clocher, lequel clocher a poussé comme un champignon dans l’espace d’une nuit „Au judecat de cuviință să ia o coloană […] și să facă din ea o clopotniță, care clopotniță a crescut ca o ciupercă în decurs de o noapte” (Alfred de Musset, Lorenzaccio).
Sunt considerați determinanți pronominali nehotărâți relativ multe pronume folosite și ca pronume nehotărâte, sau care corespund unor astfel de pronume. Gramaticile franceze includ printre ele și determinanți negativi, precum și locuțiuni: un autre livre „(o) altă carte”, quelques pas „câțiva pași”, tout homme „orice/oricare om”, toute la ville „tot orașul”, chaque fille „fiecare fată”, nul citoyen „niciun cetățean”, trop de personnes „prea multe persoane”, n’importe quel livre „oricare/orice carte” (literal „nu are importanță care/ce carte”).
După cum se vede, cu puține excepții, determinantul se acordă totdeauna cu substantivul în gen și număr.
Spre deosebire de română, în franceză nu se pot folosi împreună doi determinanți hotărâți. Cel demonstrativ și cel posesiv exclud folosirea articolului hotărât. În schimb unii determinanți sunt totdeauna folosiți împreună cu altul (ex. toute la ville „tot orașul”, toute une ville „un întreg oraș”, toute cette ville „tot acest oraș”), alții sunt compuși cu articolul hotărât: lequel „care”.
Și în franceză se folosește uneori substantivul fără determinant, de exemplu, ca în română, numele predicativ exprimat prin substantiv comun ce denumește persoana prin ocupația sau etnia ei, când nu are atribut, ex. Son fils est avocat „Fiul său este avocat”, dar de pildă în funcție de complement direct, orice substantiv comun, fie numărabil sau nenumărabil, fie la singular sau la plural, are cel puțin un determinant. Aproape toate numele de continente și de țări se folosesc cu determinant, cu orice prepoziție sau fără prepoziție: l’Amérique „America”, le Maroc „Marocul”, au Maroc „în Maroc”, la Roumanie.

### În limba engleză
În gramaticile limbii engleze sunt tratate ca determinanți clasele de cuvinte de mai jos.
Sunt două feluri de articole:
- Articolul hotărât are o singură formă, indiferent de genul și numărul substantivului: the exhibition „expoziția”, the shelves „rafturile”.
- Articolul nehotărât are două forme, în funcție de sunetul cu care începe cuvântul următor: consoană (a visitor „un vizitator”) sau vocală: an accident „un accident”.

Determinanții demonstrativi au aceeași formă ca pronumele corespunzătoare: this carpet „covorul acesta”, that colour „culoarea aceea”, these flowers „florile acestea”, those hills „dealurile acelea”.
Majoritatea determinanților posesivi diferă ca formă de pronumele corespunzătoare. Forma lor depinde de persoana posesorului, de numărul acestuia (cu o excepție), iar la persoana a treia singular și de genul acestuia: my pen „stiloul meu”, your number „numărul tău/vostru”, his father „tatăl lui”, her decision „hotărârea ei”, its colour „culoarea sa” (posesor inanimat), our house „casa noastră”, their attitude „atitudinea lor”.
Sunt trei determinanți interogativi: what train? „ce/care tren?”, which books? „care cărți?”, whose idea? „a cui idee?”
Una din clasele de determinanți exprimând cantitatea este cea a numeralelor cardinale, ex. two people „doi oameni”. Alta este cea numită quantifiers „cuantificatori”, care cuprinde corespondenți ai determinanților nehotărâți și negativi din gramaticile limbii române. Exemple: all crime „orice delict”, many trains „multe trenuri”, several people „mai mulți oameni” (= nu numai unul), every building „fiecare clădire”, each ticket „fiecare bilet”, no warning „nicio avertizare”, another car „altă mașină”, other people „alți oameni”, a lot of letters „o mulțime de scrisori”, a bit of money „ceva bani”, some trains „unele trenuri”. Acest din urmă determinant corespunde și cu „niște”: some money „niște bani”, some cornflakes „niște fulgi de porumb”.
Se pot folosi împreună, de exemplu, un determinant posesiv cu un numeral (my three brothers „cei trei frați ai mei”), numeralul both cu articolul hotărât (both the clocks „ambele ceasuri”), un cuantificator cu un determinant demonstrativ (all that whisky „tot whisky-ul acela”), sau articolul hotărât cu un cuatificator: the many rooms „camerele cele multe”.

### În BCMS
În gramaticile limbilor din diasistemului slav de centru-sud (bosniacă, croată, muntenegreană și sârbă) nu este folosit termenul „determinant”, dar în sensul celor de mai sus există asemenea cuvinte.
Ca în mai toate limbile slave, nici în gramaticile acestora nu se iau în seamă articole, deși există mențiune despre faptul că numeralul jedan, jedna, jedno „un, o” are și sens nehotărât. În această situație corespunde cu articolul nehotărât, de pildă în propoziția Pred kućom se zaustavilo jedno dijete […] „În fața casei s-a oprit un copil […]”.
Determinanții numerali corespunzători lui „un, o” și „doi, două” se acordă cu substantivul în gen și număr, primul având și el forme de plural. Exemple: jedan čovjek „un om”, jedni opanci „o pereche de opinci”, dvije žene „două femei”, trideset dvije kuće „treizeci și două de case”.
Toți ceilalți determinanți se folosesc cu aceeași formă și ca pronume, acordându-se în gen, număr și caz. Sunt trei genuri, masculin, feminin, și neutru, cel din urmă fiind marcat în mod clar, spre deosebire de cel din română.
Determinanții demonstrativi corespunzători celor de apropiere și de depărtare din română au forme referitoare la trei grade de apropiere/depărtare:
- Ovaj (masc.) „acest”, ova (fem.) „această”, ovo (neutru) „acest”, ovi (masc.) „acești”, ove (fem.) „aceste”, ova (neutru) „aceste” se referă la ceea ce este la sau lângă vorbitor: Daću ti ovaj članak da ga pročitaš „O să-ți dau articolul ăsta, ca să-l citești”[42].
- Onaj „acel”, ona „acea”, ono „acel”, oni „acei”, one „acele”, ona „acele” se referă la ceea ce este departe și de vorbitor, și de destinatarul comunicării: Sviđa mi se ono drvo „Îmi place copacul acela”[43].
- Taj „acest/acel”, ta „această/acea”, to „acest/acel”, ti „acești/acei”, te „aceste/acele”, ta „aceste/acele” se referă la ceea ce se află la o depărtare medie, de exemplu la ce este la destinatar sau lângă el: Lepo ti stoji ta haljina „Îți stă bine rochia asta”[42].

Există și determinanți demonstrativi exprimând tot trei grade de apropiere/depărtare, care se referă la caracteristici, și care nu au corespondenți exacți în română (aici, în afară de propoziții, numai formele de masculin singular):
- ovakav, onakav, takav: Želim ovakve rukave „Doresc mâneci ca acestea” (spune, de exemplu, un client unui croitor, arătând mânecile hainei pe care o poartă);
- ovoliki, onoliki, toliki: Šta ćeš raditi s tolikim novcem? „Ce-ai să faci cu atâția bani?” (banii fiind la destinatar).

Determinanții posesivi au forme care disting persoana posesorului/posesorilor, la cel unic de persoana a III-a și genul acestuia, distingând de asemenea genul și numărul obiectului posedat / obiectelor posedate. Exemple: moj sin „fiul meu”, vaš grad „orașul vostru”, njegova soba „camera lui”, njena slika „tabloul ei”, njihovi roditelji „părinții lor”.
Este și un posesiv (svoj, -a, -e, -i, -e, -a) care se referă numai la ceea ce posedă subiectul, indiferent de genul, numărul și persoana acestuia, ex. Ja ću tebi dati svoju kapu, a ti mi daj svoj šešir „Eu o să-ți dau șapca mea, iar tu dă-mi pălăria ta”.
Determinanții interogativi sunt următorii:
- koji, -a, -e, -i, -e, -a: Koju knjigu čitaš? „Care carte o citești?”[45];
- kakav, kakva, kakvo, kakvi, kakve, kakva: Kakvu salatu želite? „Ce (fel de) salată doriți?”[45].

Sunt și mulți determinanți nehotărâți, inclusiv locuțiuni, între ei fiind incluși și negativi. Exemple: ikakav izlaz „vreo ieșire”, svakakvi ljudi „tot felul de oameni”, gdjekoji nož „câte un cuțit”, budi kakva voda „orice fel de apă”, nikakve vesti „niciun fel de vești”, ničije dete „copilul nimănui”, svaki čovek „orice/oricare om”, neko dete „vreun copil”, bilo kakva kafa „orice (fel de) cafea”.

### În limba maghiară
În această limbă, articolul hotărât are două forme numai după cum cuvântul următor începe cu o consoană sau cu o vocală, substantivul fiind la singular sau la plural: a ház „casa”, az épület „clădirea”, az alacsony házak „casele scunde”, a magas épületek „clădirile înalte”.
Articol nehotărât este numai unul, egy „un, o” (egy ház „o casă”, egy osztálytársam „un coleg de clasă al meu”).
Sunt două categorii de determinanți demonstrativi în funcție de registrele de limbă. Cei din registrul curent sunt însoțiți de articolul hotărât și pot fi și pronume: ez a ház „casa aceasta”, ezek az épületek „clădirile acestea”, az a könyv „cartea aceea”, azok az orvosok „medicii aceia”.
Cei din registrul elevat nu pot fi pronume și se folosesc fără articol hotărât. Primii trei sunt sinonime: e városka „acest orășel”, eme gondolat „acest gând”, ezen rendelet szerint „conform acestei ordonanțe”, azon esetben „în acel caz”.
Există o serie de demonstrative care se referă la caracteristici, și care nu au corespondente exacte în română. Toate pot fi și pronume:
ilyen/olyan ház „casă ca aceasta/aceea”;
ugyanilyen/ugyanolyan épületek „clădiri la fel (ca aceasta/aceea)”;
efféle/afféle könyvek „cărți de felul acesteia/aceleia”;
ekkora/akkora városok „orașe atât de mari/mici (ca acesta/acela)”;
ugyanekkora/ugyanakkora épületek „clădiri la fel de mari/mici (cât aceasta/aceea)”;
ennyi/annyi orvos „atâția medici (câți aici/acolo)”;
ugyanennyi/ugyanannyi pénz „la fel de mulți/puțini bani (cât suma aceasta/aceea)”.
În maghiară nu există determinanți posesivi, rolul acestora fiind îndeplinit de sufixe.
Determinanții interogativi pot fi și ei pronume:
Melyik mosóport ajánlja? „Care detergent mi-l recomandați?”;
Hányadik megállónál kell leszállni? „La a câta stație trebuie să cobor?”;
Ön milyen nyelven beszél? „Dumneavoastră ce limbă vorbiți?”;
Mekkora stadion épül? „Cât de mare stadion se construiește?”;
Hány elem kell a fényképezőgépbe? „Câte baterii trebuie în aparatul foto?”;
Mennyi tejet akarsz a kávéba? „Cât lapte vrei în cafea?”
Determinanți relativi sunt, de exemplu, în frazele: Amekkora ereje van, még betöri a kaput „După câtă putere are, te pomenești că sparge poarta”, Amennyi esze van, még képes elárulni minket „După câtă minte are, e în stare să ne trădeze”.
Determinanții nehotărâți sunt numeroși. Gramaticile maghiare includ aici și corespondenții determinanților negativi din gramaticile românești. Exemple:
Bármelyik szálloda megfelel „Îmi convine oricare hotel”;
Némely(ik) törvény teljesen érthetetlen „Unele legi sunt total de neînțeles”;
Semelyik szoknya nem áll jól neki „Nu-i stă bine niciuna din fuste”;
Csukd be valamelyik ablakot! „Închide vreuna din ferestre!”;
Valamilyen tanfolyamot végzett „A absolvit un oarecare curs”;
Nem olvasok akármilyen újságot „Nu citesc orice (fel de) ziar”;
Mindenféle emberrel összejött „S-a întâlnit cu tot felul de oameni”;
Némi habozás után igent mondott „După oarece ezitare a spus da”;
Semmilyen jó példa nem jutott eszünkbe „Nu ne-a venit în minte niciun (fel de) exemplu bun”;
Valamennyi könyv a táskámban van „Toate cărțile sunt în geanta mea”;
Néhány évvel később elváltak „După câțiva ani au divorțat”;
Semennyi pénz nincs nállam „N-am la mine niciun ban”.
În maghiară există o deosebire importantă între grupul nominal determinat nehotărât și cel determinat hotărât, dat fiind că în funcție de complement direct fac ca predicatul să fie la așa-numita conjugare nedefinită în cazul primului și la conjugarea definită cu al doilea, conjugări care se disting prin desinențe diferite, ex. Olvasok egy könyvet „Citesc o carte” vs. Olvasom a könyvet „Citesc cartea”.
În această limbă, la fel ca atributul adjectival, determinanții nu se acordă cu substantivul, cu o singură excepție. Lipsa acordului are două aspecte. În primul rând, determinantul este invariabil, ex. a ház „casa” – a házak „casele”. În al doilea rând, cu un determinant cu sens plural, substantivul rămâne la singular : három lány „trei fete” (literal *„trei fată”), valamennyi könyv „toate cărțile” (lit. *„toate carte”).
Numai demonstrativele din registrul curent se acordă în număr și caz. Nu se pune problema acordului în gen, care nu este exprimat în maghiară :
Ezekbe az iskolákba jártam „Am fost la școlile acestea” (literal „… am umblat…”);
Azokról a könyvekről beszélünk „Vorbim despre cărțile acelea”.
Substantivul apare relativ frecvent fără determinant, fiind în general nehotărât în această situație. Așa sunt, de exemplu:
- substantivul cu funcție de nume predicativ, în mai multe cazuri decât în română: Ez ház „Asta e o casă”, Mária magyar lány „Mária este o fată maghiară”, Egyetemista vagyok „Sunt student(ă)”.
- substantivul apărând ca general: Áruházban vásároltam a képmagnót „Am cumpărat magnetoscopul într-un magazin universal”;
- numele de materie, exprimându-se faptul că este vorba de o cantitate neprecizată din ea: Bort kérek „Vin, vă rog”, Van friss kenyér? „Este pâine proaspătă?”

Spre deosebire de română, numele de continente, de țări la singular și de puncte cardinale se folosesc fără determinant dacă nu au atribut: Afrika, Románia, észak „nordul”.